# Sint Rais
Rais, ook bekend als Iraida, Irais, Herais of Rhais, is een martelares vereerd in de rooms-katholieke en de oosters-orthodoxe kerken.
Ze was volgens één bron de dochter van een christelijke priester die leefde in Alexandrië in Egypte. Ze zou, toen ze twaalf jaar oud was, naar een vrouwenklooster te Tamman zijn gestuurd om er te gaan wonen. In 303 zou ze, ten tijde van een wijdverspreide christenvervolging onder keizer Diocletianus, met andere nonnen naar een bron zijn gegaan om water te putten. Onderweg zag ze een schip met een groep van nonnen, monniken en andere christenen in kettingen, die werden misbruikt door Loukianos. Rais hekelde de misbruikers en stond erop dat ze haar eveneens zouden doden als ze toch christenen waren aan het doden. Ze namen haar daarop ook gevangen. Toen het schip Antinoöpolis bereikte, was Rais een van de eersten om te sterven. Toen Loukianos schreeuwde, "Ik spuw op de god van de christenen," maakte Rais bezwaar, stapte naar voren en spuwde in zijn gezicht. Loukianos beval daarop het meisje te folteren en te onthoofden.